# غده گلوموس دنبالچه‌ای

## غده گلوموس دنبالچه‌ای
غده گلوموس دنبالچه‌ای(به انگلیسی: Coccygeal glomus) (غده دنبالچه‌ای) یک نوع غده برون ریز است. و بلافاصله زیر و نوک استخوان دنبالچه ای قرار دارد.

## آناتومی
غده گلوموس دنبالچه‌ای حدود ۲٫۵ میلی‌متر است. این غده شکل نامنظم یا بیضی شکل دارد. چند گره کوچک تر در اطراف یا نزدیکی تودهٔ اصلی یافت می‌شود.
این توده‌های نامنظم دور یا به دور سلول‌های چند وجهی است. درون این غدد مویرگ‌های سینوسی وجود دارد.
هر سلول شامل یک دور بزرگ یا هسته بیضی شکل و پروتوپلاسم (روشنی اطراف آن) است.

## آسیب شناسی
این غدد ممکن است به التهاب غده گلوموس دچار شود.